# 宁波商会旧址
29°52′50.13″N 121°32′39.39″E / 29.8805917°N 121.5442750°E
宁波商会旧址，位于中国浙江省宁波市海曙区苍水街195号，民国建筑，建于1928年，占地面积3564平方米，旧址主体小花厅，坐北朝南，建筑面积140平方米，主体2层，高6米，由一明厅、两次间、两走廊组成，小花厅左首有《宁波商会碑记》及碑亭，前约15米处有假山，建筑外立面融入了大量的西洋建筑元素，为原宁波商会建筑的一部分，2010年12月公布为海曙区文物保护单位:337，现为甬商文化小驿站。